# Sanctuaire du Sacré-Cœur-de-Jésus de Montevideo
Pour les articles homonymes, voir sanctuaire du Sacré-Cœur-de-Jésus.
Le sanctuaire du Sacré-Cœur-de-Jésus de Montevideo est une église située dans le barrio de Cerrito de la Victoria (es) à Montevideo — la capitale de l’Uruguay —, à laquelle l’Église catholique donne le statut de sanctuaire national. Il est rattaché à l’archidiocèse de Montevideo, et dédié au Sacré-Cœur de Jésus.

## Historique
Le quartier de Cerrito de la Victoria (es) (littéralement, « colline de la Victoire ») est ainsi nommé en raison de la victoire des révolutionnaires sur les troupes espagnoles le 31 décembre 1812, lors de ce que l’on appelle la bataille du Cerrito. Durant la Grande Guerre, dans les années 1840, la colline est également l’endroit où s’installe le gouvernement du Cerrito. Le lieu est donc très symbolique pour la nation uruguayenne.
Il est décidé d’y construire un sanctuaire catholique en 1889. Le terrain est acquis en 1902, et le projet est lancé en 1919,. L’édifice est avancé entre 1926 et 1938, sous la responsabilité des architectes Elzeario Boix et Horacio Terra Arocena (es), mais il n’est pas achevé ; les travaux reprennent après 1983. Fin 2002, l’archidiocèse de Montevideo prend directement en charge la gestion du sanctuaire, non sans difficultés.